# Piovego
Il canale Piòvego è un canale artificiale emissario del Bacchiglione, lungo 10,17 km; nei secoli passati fu un'importante via di comunicazione tra Padova e Venezia. Il nome deriva dal latino publicum, e indica quindi un canale pubblico utilizzato per la navigazione.

## Percorso
Il Piovego si origina nella parte centro-settentrionale del centro storico di Padova, presso la conca di navigazione nota come porte Contarine. Qui il tronco Maestro, derivato dal Bacchiglione in località Bassanello, si riunisce al naviglio Interno, dopo che questo si era diramato di fronte alla Specola.
Quasi rettilineo scorre da ovest a est lambendo le mura settentrionali della città e le località Stanga e San Gregorio. Entrato in comune di Noventa Padovana tocca Noventa stessa e la frazione Noventana. L'ultimo tratto segna il confine con Vigonovo, in provincia di Venezia.
Si getta nel Brenta di fronte Stra. Sua prosecuzione è il Naviglio del Brenta, che si dirama dal Brenta proprio in corrispondenza della foce.
Era pressoché parallelo al canale il percorso della tranvia Padova-Malcontenta-Fusina, attiva tra il 1885 e il 1954 e gestita dalla Società delle Guidovie Centrali Venete (gruppo Società Veneta). Assieme al Piovego stesso, al Brenta e alla laguna Veneta dava origine a un caratteristico sistema integrato di trasporti.

## Storia

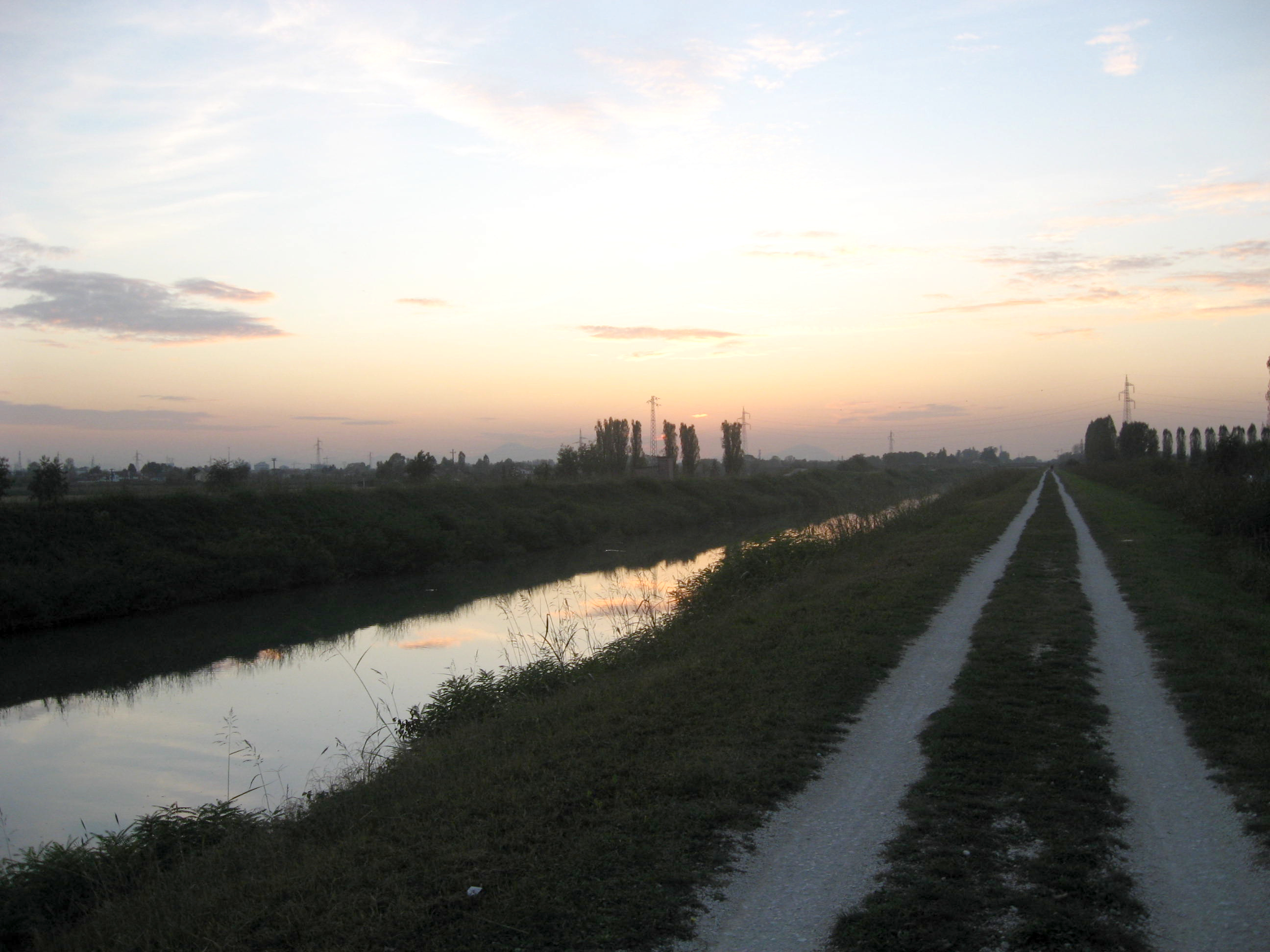
Il Piovego a Noventana, verso la fine del suo corso

Il canale venne scavato nel 1209 dai padovani, sotto le volontà, l'egida e il controllo dei signori Da Carrara, forse nel periodo di ascesa e di maggiore potere politico sociale.
Serviva per far defluire tutte le acque del nord-est della città, ma serviva per congiungere la città al Brenta e quindi attraverso questo alla Laguna veneta e a Venezia che stava per ascendere alla summa Repubblica. Fino agli anni 80 si vedevano ancora i vecchi burci ormai sfondati, sul suo fondo, dalla strada che dalla stazione conduce in centro all'urbe di Padua, idronimo greco-indoeuropeo antichissimo, che deriva da palude, da cui Padus-Po, palude, palafitte e molte altre parole a loro collegate.
Dalla più grande e lunga alluvione della storia, quella del 589, tutti i territori rimasero senza manutenzione delle rive dei fiumi e lo scavo o meglio, il riscavo dei canali. La signoria carrarese fu quindi praticamente obbligata allo scavo pubblico, visto l'aumento della popolazione, dovuto all'aumento medio della temperatura, che prima del 1000 era molto umida e fredda.
Sulle sue sponde, in località Portello venne creato un porto fluviale, arricchito durante la dominazione veneziana da una scenografica scalinata e dalla suggestiva edicola, presso cui i viaggiatori per Venezia potevano partecipare alla messa prima della partenza di mezzanotte. Il porto è ritratto in alcune vedute del Canaletto.
Negli anni duemila il Piovego continua a essere percorso da imbarcazioni turistiche, seppure per fini esclusivamente turistici.